# Antoine Plamondon
Pour les articles homonymes, voir Plamondon.
Antoine Plamondon (né le 29 février 1804 à L'Ancienne-Lorette, mort le 4 septembre 1895 à Neuville) est un peintre québécois.

## Biographie
Antoine Plamondon, natif de L'Ancienne-Lorette, près de Québec, est issu d'une famille d'agriculteurs. Ses études sont financées par le seigneur Charles-Joseph Brassard Deschenaux. 
Il devient l'apprenti du peintre Joseph Légaré, et il procède à la restauration des œuvres de Philippe-Jean-Louis Desjardins. 
Avec son cousin, Plamondon quitte le Bas-Canada en 1826 pour se rendre à Paris sur recommandation de Louis-Joseph Desjardins. Il étudie avec Jean-Baptiste Paulin Guérin et revient au Canada après les Trois Glorieuses.
De retour au pays en 1830, il devient portraitiste et copiste en imitant la Transfiguration de Raphaël. Il enseigne aux peintres Théophile Hamel et François Matte qui l'assisteront dans la production, entre 1836 et 1839, du chemin de croix de la basilique Notre-Dame à Montréal, mais qui sera cependant refusé par les sulpiciens de Notre-Dame. Seuls six tableaux de la série existent toujours.
Plamondon reçoit une critique favorable dans Le Canadien. Il devient collaborateur au Journal de Québec et au Canadien. Il a pour admirateur le journaliste Joseph-Édouard Cauchon et pour rival Victor Ernette. En 1841, il crée un institut en l'honneur de Nicolas-Marie-Alexandre Vattemare. Ses toiles sont endommagées lors d'un incendie en janvier 1845. Ruiné, il doit vendre plusieurs de ses tableaux.
En 1849, il doit répondre aux critiques de Napoléon Aubin, rédacteur du Fantasque, qui l'accuse d'être trop ambitieux ou trop rigoureux. Il emménage définitivement à Pointe-aux-Trembles (aujourd'hui Neuville) en 1851, où il possède une terre de 134 arpents.
Pendant les années 1860, il subit la concurrence de la photographie et reçoit des commandes du Sénat canadien. Il se montre critique envers les œuvres des nouveaux peintres italiens pendant les années 1870. Il écrit aussi dans Le Courrier du Canada. Sa paroisse apprécie ses grands tableaux à laquelle Plamondon fait don.
Il cesse de peindre en 1882. Il meurt en 1895 à Neuville à l'âge de 91 ans. 
On retrouve plusieurs de ses œuvres au Pavillon Claire et Marc Bourgie du Musée des beaux-arts de Montréal ainsi qu'au Musée national des beaux-arts du Québec.

## Portraits d'Antoine Plamondon
- Charles-François Baillargeon
- Elzéar Bédard[7]
- Joseph-Édouard Cauchon
- Charles Chiniquy
- Modeste Demers
- Adèle Fortier
- Marie Katherine Leslie
- William Lyons
- Julie Papineau et sa fille Ezilda
- Louis-Joseph Papineau

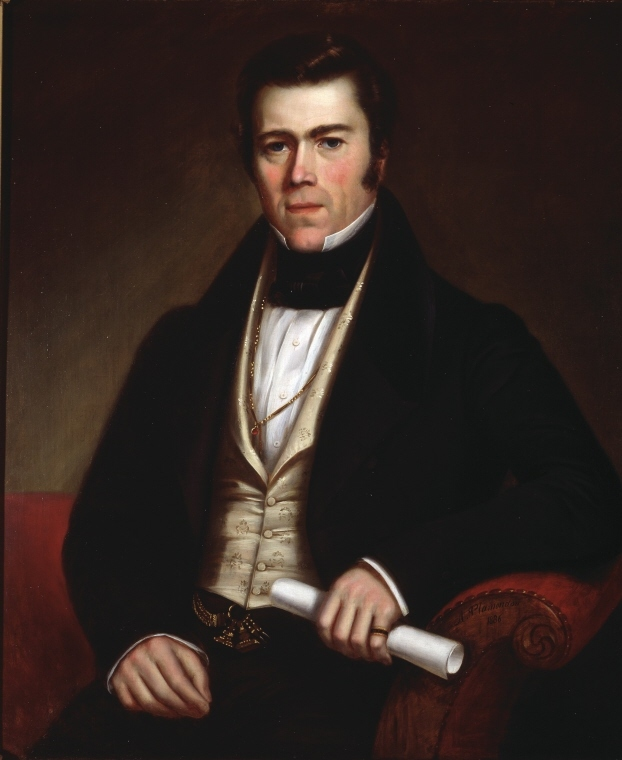
Portrait de John Redpath, 1836

- Antoine Plamondon, Autoportrait, 1882, Musée de la civilisation[8]
- Joseph-Octave Plessis
- John Redpath et Jane Drummond
- Joseph Signay
- Pierre-Flavien Turgeon

## Œuvres religieuses
- L'Agonie au jardin des oliviers.
- L'Arrestation de notre Seigneur
- Création des animaux, 1880, Musée de la civilisation[9]
- La Madone et son Fils
- L'Immaculée Conception, copie d'une œuvre de Bartolomé Esteban Murillo
- Quatorze toiles du chemin de croix
- Saint Charles Borromée
- Sainte Cécile
- Saint François-Xavier prêchant en Inde
- Sœur Saint Alphonse
- Sœur Sainte-Anne
- Sœur Saint-Joseph
- Tobie et l'Ange Raphaël
- Vierge Sixtine
- La mort de saint Étienne

## Représentations historiques, scènes de genre et portraits

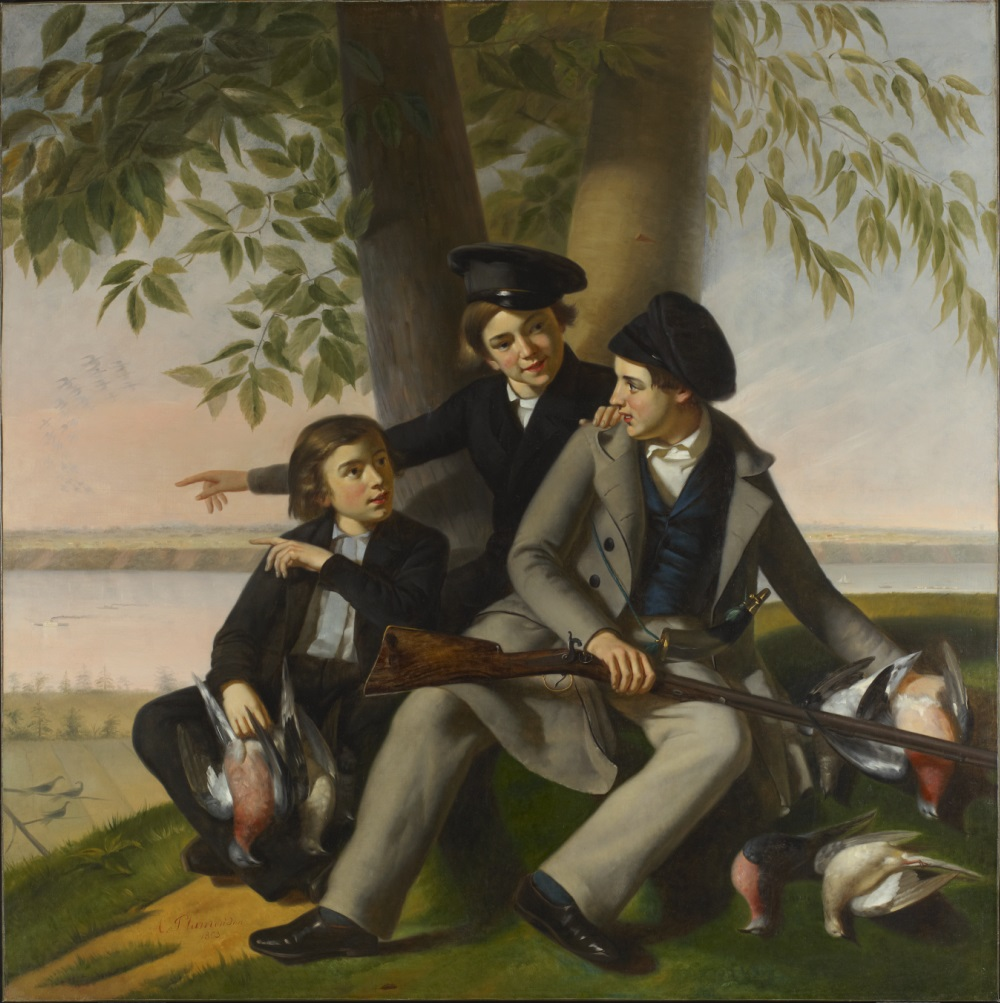
La Chasse aux tourtes, 1853 (Toronto, Musée des beaux-arts de l'Ontario)

- Procès du maréchal Bazaine. La salle d'audience du premier conseil de guerre, première séance et lecture du rapport d'accusation, 1874, Musée d'art de Joliette[10]
- Étude
- La Vigne
- Le flûtiste
- Madame Louis de Lagrave
- Nature morte aux pommes et raisins
- Jeune Femme à sa toilette, copie d'une œuvre de Titien
- La Chasse aux tourtes
- Le Dernier des Hurons
- Petits Savoyards
- Perdus dans les bois
- Rêverie à Venise
- Un homme
- Une dame